# Архимандрит Димитрије (Радојевић)
Димитрије (световно Драго Радојевић; Јасенова код Колашина, 3. децембар 1790 — Манастир Морача, 20. септембар 1866) био је српски архимандрит и старешина Манастира Мораче.

## Биографија
Архимандрит Димитрије Радојевић рођен је 3. децембар 1790. године у селу Јасенови код Колашина, од побожних и благочестивих родитеља. На крштењу је добио име Драго.
Замонашен је 2. јула 1828. године у Манастиру Морача код Колашин, од стране митрополита црногорско-приморска Петара I Петровића Његоша добивши монашко име Димитрије. Рукоположен је у чин јерођакона и јеромонаха 15. марта 1830. године.
Произведен је за настојатеља Манастира Мораче, 5. августа 1831. године. Чин рукопроизводства и увођење у дужност игумана обавио је Његово Високопреосвештенство мизрополит црногорско-приморски Г.  Петар II Петровић Његош 10. децембра 1832. године. Звање архимандрита добио је 20. октобра 1835. године у Морачи.
За време његовог старјешинства подигнути су пратећи манастирски конаци и камени зид око Манастира Мораче, те је генерално обновљена манастирска црква.
Упокојио се у Господу 20. септембра 1866. године у Манастиру Морачи, а сахрањен је у манастирској порти.